# Spirito Tour
Lo Spirito Tour è stata una tournée della rockband fiorentina Litfiba, partita originalmente nel 1994  e proseguita in Italia e all'estero per tutto il 1995.
Dopo l'esperienza del tour di Terremoto, che raccolse grandi successi ovunque, ma che aveva un po' esasperato gli animi del pubblico e della stessa band, venne automatico approcciarsi alla nuova esperienza con più solarità e meno tensione. Lo stesso album era un'apertura verso l'esterno, un modo meno duro di comunicare, senza provocazioni, cercando semplicemente di essere sé stessi. Lo show era diviso in due parti e nelle due ore di concerto si passava spesso da atmosfere molto elettriche ad altre completamente acustiche e più riflessive, due aspetti che rispecchiavano il modo dell'epoca della band di vivere il rock, che permetteva di scegliere, come sempre in piena libertà, se indirizzarsi nell'una o nell'altra direzione.
Da un'intuizione del frontman della band, Piero Pelù, nacque l'idea di dare testimonianza di quello che fossero i Litfiba, attraverso la realizzazione di un docufilm in bianco e nero, che mostrasse la band al di fuori del palco; durante le prove, nei backstage e sulle strade durante una tappa e l'altra del tour. Senza tralasciare di mostrare il pubblico prima, durante e dopo i concerti. Per questo progetto il cantante si avvalse della collaborazione del fotografo Alex Majoli, già autore della copertina del disco e di un reportage fotografico effettuato durante il Terremoto Tour, che diede poi vita al booklet abbinato all'edizione speciale dell'album live Colpo di coda. Il video documentario venne pubblicato in VHS col titolo "Lacio Drom - Lo Spirito in Tour 1995" nell'autunno '95 e al quale venne abbinato l'omonimo cd comprendente la rimasterizzazione dei singoli dell'album di Spirito da parte di Tim Palmer e alcuni brani live tratti dalla data di Modena.
La formazione della band vide il debutto dal vivo del nuovo bassista Daniele Bagni, in sostituzione di Roberto Terzani che non partecipò alla registrazione del disco, ma che venne richiamato appositamente per il tour e passò alla seconda chitarra. Candelo Cabezas fece qualche apparizione sporadica alle percussioni, rendendo per certi versi il sound del tour simile a quello di El Diablo; mentre per Antonio Aiazzi questa fu la sua ultima tournée come tastierista prima dell'uscita dalla band avvenuta l'anno successivo.
Rispetto al passato, Piero divenne più tranquillo e consapevole dei suoi mezzi, soprattutto grazie a delle lezioni di canto che prese e grazie alle quali imparò a mantenere meglio l'intonazione e a usare il diaframma, così da tirare fuori il timbro naturale senza massacrare la voce e tenere rilassati i muscoli del collo.
Il tour (originalmente partito nel 1994 toccato soltanto  all’estero) fu preparato al Palasport di Arezzo, che secondo Piero, "era tra gli impianti con la peggiore acustica possibile" e che avrebbe così permesso loro di adattarsi più facilmente a suonare ovunque. Ad Arezzo si verificò un evento curioso, durante i lunghi tempi morti dovuti alla fase di collaudo del palco, dei test del suono e delle luci, Piero decise di approfittarne per tentare di localizzare l'abitazione di Licio Gelli, per provare a strappargli un incontro. Anche grazie alla conoscenza di un giornalista amico di Alex Majoli, incredibilmente i due riuscirono a farsi ricevere e a sottoporlo a un'improbabile intervista. Il breve incontro è documentato sulla vhs di Lacio Drom. L'evento attirò molto l'attenzione dei giornali e diede così ulteriore risalto alla band e all'imminente tournée che, dopo la prova generale di Arezzo, partì ufficialmente il 27 febbraio da Parma, davanti a un pubblico di 4.500 persone.
Il 2 marzo, dopo la data di Genova, fecero tappa a Milano per partecipare alla trasmissione televisiva musicale Jammin', dove per promuovere la tournée si esibirono con qualche brano live. La band poi si trasferì in Sicilia per due date, per poi risalire verso Roma, dove per il concerto al Palaeur li attendevano 10.000 persone.
Ad Assago, dove fu necessario raddoppiare la data, Piero si buttò sul pubblico e si ruppe due costole. Finì il concerto a fatica e fu costretto a rivolgersi a un pranoterapeuta di Firenze per poter proseguire il tour senza complicazioni. Anche la data di Firenze necessitò di un bis, anche se si tenne nel mese di Aprile a quasi un mese di distanza dalla prima. Dopo aver sconfinato per due date a Ginevra e Lugano, la tranche italiana si concluse l'11 aprile al vecchio palasport di Livorno.
Nel mese di maggio si sviluppò il tour europeo, principalmente in Francia e Germania, dove la EMI tedesca aveva pubblicato il disco, ma anche in Svizzera, Belgio e Austria.
Ad agosto il tour fece ritorno in Italia per fare tappa in alcuni stadi italiani e proseguì fino a settembre concludendosi all'ippodromo di Varese. Il concerto del 13 agosto a Latina venne trasmesso in diretta da Radio2.
Ad ottobre uscì sul mercato la vhs di Lacio Drom e il lavoro venne presentato il 28 ottobre con una proiezione all'Auditorium Rai di Torino, all'interno della rassegna "Parole e note", che prevedeva inoltre la sera stessa l'esibizione live delle band all'Arena piccola del Palastampa, con un set interamente acustico.
Per promuovere l'uscita del nuovo lavoro l'esperimento acustico venne poi replicato il mese successivo in occasione della partecipazione al programma televisivo 105 Night Express registrato al Propaganda di Milano.
L'anno venne chiuso infine con il concerto di Capodanno, al Palatrussardi di Milano, in un evento ribattezzato "Midnight rock", che vide anche la partecipazione di Pino Daniele e degli Almamegretta, e trasmesso in diretta su Radio 105.Nel 2017 venne pubblicata la Legacy Edition dell'album che contiene le tracce originali rimasterizzate e il live del 23 marzo del 1995 al Palasport comunale di Modena.

## Scaletta
1. Maudit
2. El diablo
3. Lo spettacolo
4. La musica fa
5. Tammùria
6. Dimmi il nome
7. Lulù e Marlene
8. No frontiere
9. A denti stretti
10. Il vento
11. Onda araba
12. Animale di zona
13. Spirito
14. Gioconda
15. La preda
16. Suona fratello
17. Ragazzo
18. Lacio drom
19. Africa
20. Diavolo illuso
21. Cangaceiro
22. Telephone blues
23. Ora d'aria

## Band
1. Ghigo Renzulli: chitarra
2. Piero Pelù: voce
3. Antonio Aiazzi: tastiere
4. Roberto Terzani: chitarra ritmica
5. Franco Caforio: batteria
6. Daniele Bagni: basso
7. Candelo Cabezas: percussioni

## Date
| N°                              | Data              | Città                  | Sede                            | Note                     |                  |
| Tranche italiana                | Tranche italiana  | Tranche italiana       | Tranche italiana                | Tranche italiana         | Tranche italiana |
| ------------------------------- | ----------------- | ---------------------- | ------------------------------- | ------------------------ | ---------------- |
| 1                               | 25 febbraio 1995  | Arezzo                 | Palasport Le Caselle            | Data Zero                |                  |
| 2                               | 27 febbraio 1995  | Parma                  | PalaRaschi                      |                          |                  |
| 3                               | 28 febbraio 1995  | Bergamo                | Palasport                       |                          |                  |
| 4                               | 1º marzo 1995     | Genova                 | Palafiera                       |                          |                  |
| 5                               | 4 marzo 1995      | Acireale               | PalaTupparello                  |                          |                  |
| 6                               | 5 marzo 1995      | Marsala                | Palasport                       |                          |                  |
| 7                               | 7 marzo 1995      | Roma                   | Palaeur                         |                          |                  |
| 8                               | 9 marzo 1995      | Assago                 | Forum                           |                          |                  |
| 9                               | 10 marzo 1995     | Assago                 | Forum                           |                          |                  |
| 10                              | 11 marzo 1995     | Firenze                | Palasport                       |                          |                  |
| 11                              | 13 marzo 1995     | Trieste                | Palasport                       |                          |                  |
| 12                              | 14 marzo 1995     | Forlì                  | Palafiera                       |                          |                  |
| 13                              | 16 marzo 1995     | Roseto degli Abruzzi   | Palasport comunale              |                          |                  |
| 14                              | 20 marzo 1995     | Napoli                 | Palapartenope                   |                          |                  |
| 15                              | 21 marzo 1995     | Bari                   | PalaFlorio                      |                          |                  |
| 16                              | 23 marzo 1995     | Modena                 | Palasport comunale              |                          |                  |
| 17                              | 24 marzo 1995     | Pavia                  | PalaRavizza                     |                          |                  |
| 18                              | 25 marzo 1995     | Ginevra                | Centre sportif du Bout-du-Monde |                          |                  |
| 19                              | 27 marzo 1995     | Torino                 | Palastampa                      |                          |                  |
| 20                              | 28 marzo 1995     | Bassano del Grappa     | PalaSind                        |                          |                  |
| 21                              | 30 marzo 1995     | Perugia                | PalaEvangelisti                 |                          |                  |
| 22                              | 31 marzo 1995     | Ancona                 | PalaRossini                     |                          |                  |
| 23                              | 1º aprile 1995    | Pesaro                 | BPA Palas                       |                          |                  |
| 24                              | 3 aprile 1995     | Desio                  | PalaBancoDesio                  |                          |                  |
| 25                              | 4 aprile 1995     | Firenze                | Palasport                       |                          |                  |
| 26                              | 5 aprile 1995     | Verona                 | PalaOlimpia                     |                          |                  |
| 27                              | 7 aprile 1995     | Pordenone              | Palasport Forum                 |                          |                  |
| 28                              | 8 aprile 1995     | Lugano                 | Centro Esposizioni              |                          |                  |
| 29                              | 10 aprile 1995    | Montichiari            | PalaGeorge                      |                          |                  |
| 30                              | 11 aprile 1995    | Livorno                | Palallende                      |                          |                  |
| Tranche europea                 |                   |                        |                                 |                          |                  |
| 31                              | 4 maggio 1995     | Pau                    | Parc des Exposition             |                          |                  |
| 32                              | 5 maggio 1995     | Agen                   | La Florida                      |                          |                  |
| 33                              | 6 maggio 1995     | Marsiglia              | Théatre du Moulin               |                          |                  |
| 34                              | 9 maggio 1995     | Parigi                 | La Cigale                       |                          |                  |
| 35                              | 10 maggio 1995    | Lione                  | Transclub                       |                          |                  |
| 36                              | 12 maggio 1995    | Brest                  | Le Family                       |                          |                  |
| 37                              | 13 maggio 1995    | Rennes                 | L'Espace                        |                          |                  |
| 38                              | 15 maggio 1995    | Strasburgo             | La Laiterie                     |                          |                  |
| 39                              | 17 maggio 1995    | Ans                    | Centre Culturel d'Alleur        |                          |                  |
| 40                              | 18 maggio 1995    | Sandweiler             | Centre Culturel de Sandweiler   |                          |                  |
| 41                              | 20 maggio 1995    | Rotterdam              | Müllerpier                      | Maas Pop '95 Festival    |                  |
| 42                              | 21 maggio 1995    | Bruxelles              | Club La Luna                    |                          |                  |
| 43                              | 22 maggio 1995    | Colonia                | Live Music Hall                 |                          |                  |
| 44                              | 23 maggio 1995    | Amburgo                | Markthalle                      |                          |                  |
| 45                              | 25 maggio 1995    | Berlino                | Loft Metropol                   |                          |                  |
| 46                              | 26 maggio 1995    | Erlangen               | E Werk                          |                          |                  |
| 47                              | 28 maggio 1995    | Magonza                | Kulturzentrum KUZ Mainz         |                          |                  |
| 48                              | 29 maggio 1995    | Stoccarda              | Die Rohre                       |                          |                  |
| 49                              | 31 maggio 1995    | Monaco di Baviera      | Strom                           |                          |                  |
| 50                              | 1º giugno 1995    | Zurigo                 | Volkhaus                        |                          |                  |
| 51                              | 3 giugno 1995     | Losanna                | Salle de Grand-Vennes           |                          |                  |
| 52                              | 4 giugno 1995     | Berna                  | Bierhuibeli                     |                          |                  |
| 53                              | 6 giugno 1995     | Friedrichshafen        | Bahnhof Fischbach               |                          |                  |
| 54                              | 8 giugno 1995     | Innsbruck              | Utopia                          |                          |                  |
| 55                              | 9 giugno 1995     | Salisburgo             | Rockhouse                       |                          |                  |
| Tranche estiva                  |                   |                        |                                 |                          |                  |
| 56                              | 4 agosto 1995     | Jesolo                 | Aqualandia                      |                          |                  |
| 57                              | 5 agosto 1995     | Rimini                 | Stadio Romeo Neri               |                          |                  |
| 58                              | 6 agosto 1995     | Porto Recanati         | Stadio Nazario Sauro            |                          |                  |
| 59                              | 8 agosto 1995     | Pescara                | Stadio Adriatico                |                          |                  |
| 60                              | 9 agosto 1995     | L'Aquila               | Stadio Tommaso Fattori          |                          |                  |
| 61                              | 10 agosto 1995    | Taranto                | Campo B Stadio Erasmo Iacovone  |                          |                  |
| 62                              | 12 agosto 1995    | Catanzaro              | Stadio Nicola Ceravolo          |                          |                  |
| 63                              | 13 agosto 1995    | Lioni                  | Campo sportivo                  |                          |                  |
| 64                              | 14 agosto 1995    | Latina                 | Stadio Domenico Francioni       |                          |                  |
| 65                              | 16 agosto 1995    | Cecina                 | Stadio comunale                 |                          |                  |
| 66                              | 17 agosto 1995    | Carrara                | Stadio dei Marmi                |                          |                  |
| 67                              | 19 agosto 1995    | Civitavecchia          | Stadio Giovanni Maria Fattori   |                          |                  |
| 68                              | 21 agosto 1995    | Sassari                | Stadio Acquedotto               |                          |                  |
| 69                              | 23 agosto 1995    | Cava de' Tirreni       | Stadio Simonetta Lamberti       |                          |                  |
| 70                              | 25 agosto 1995    | Termini Imerese        | Stadio comunale Crisone         |                          |                  |
| 71                              | 26 agosto 1995    | Milazzo                | Campo sportivo Grotta Polifemo  |                          |                  |
| 72                              | 28 agosto 1995    | Marino                 | Stadio comunale Italia '90      |                          |                  |
| 73                              | 30 agosto 1995    | Castagnole delle Lanze | Piazza Giovannone               |                          |                  |
| 74                              | 1º settembre 1995 | Pavia di Udine         | Parco Festeggiamenti            | Sagre Dai Pirus          |                  |
| 75                              | 2 settembre 1995  | Modena                 | Stadio Alberto Braglia          |                          |                  |
| 76                              | 4 settembre 1995  | Prato                  | Stadio Lungobisenzio            |                          |                  |
| 77                              | 5 settembre 1995  | Fiorenzuola d'Arda     | Stadio comunale                 |                          |                  |
| 78                              | 7 settembre 1995  | Aosta                  | Arena Croix Noire               |                          |                  |
| 79                              | 8 settembre 1995  | Vercelli               | Stadio Robbiano                 |                          |                  |
| 80                              | 9 settembre 1995  | Lonigo                 | Pista Speedway                  |                          |                  |
| 81                              | 11 settembre 1995 | Bolzano                | Palaonda                        |                          |                  |
| 82                              | 12 settembre 1995 | Varese                 | Ippodromo Le Bettole            |                          |                  |
| Promozione autunnale "Acustica" |                   |                        |                                 |                          |                  |
| 83                              | 28 ottobre 1995   | Torino                 | Arena piccola Palastampa        | Rassegna "Parole e note" |                  |
| 84                              | 27 novembre 1995  | Milano                 | Propaganda                      | 105 Night Express        |                  |
| 85                              | 31 dicembre 1995  | Milano                 | Palatrussardi                   | Midnight rock            |                  |

### Filmografia
- Lacio Drom - Lo Spirito in Tour 1995 (1995), regia di Piero Pelù e Alex Majoli